# 崔玉梅
崔玉梅（1967年—），广州粤剧院花旦。中华人民共和国一级演员，师从红线女。

## 生平
生于粤剧世家，1987年从广州省粤剧学校毕业，同年以《穆桂英招亲》获广东省中青年技艺比赛一等奖。2002年以《痴梦》获广州市粤剧演艺大赛金奖，同年获第三届广东省粤剧演艺大赛银奖；2003年获第一届中国戏曲演唱大赛“红梅奖”；2004年以《庄周试妻》获广东省第四届戏剧演艺大赛金奖；2005年以《活捉张三郎》获法国中国戏曲塞纳奖比赛中的“评委特别奖”；2008年以《三家巷》中饰演的“陈文婷”一角获第十届广东省艺术节表演二等奖；2009年以《刑场上的婚礼》中饰演的“陈铁军”一角获第九届中国艺术节表演奖；2011年以《孙中山与宋庆龄》中的“宋庆龄”一角获第十一届广东省艺术节优秀表演奖；2013年获第二十六届中国戏剧梅花奖。
崔玉梅扮相俏丽端庄，声音清亮甜润，功底扎实，戏路宽广，宜古宜今。塑造各种形象生动传神，完美丰满。在唱腔方面，博取众长，尤其刻苦钻研“红腔”和“芳腔”。既有红腔的激昂清丽，圆润剔透，又有芳腔的细腻婉转，形成自己的唱腔特色。
曾主演传统剧目《梦断香销四十年》、《宝鼎明珠》、《卖油郎独占花魁》、《刁蛮公主憨驸马》、《百花公主》、《花枪奇缘》、《黄飞虎反五关》、《醉打金枝》、《天作之合》、《深宫假凤》、《情动铁将军》、《搜书院》、《风雨泣萍姬》、《睿王与庄妃》、《朱弁回朝》，现代戏《山乡风云》，新编剧目《刑场上的婚礼》、《孙中山与宋庆龄》、《凉茶王传奇》、《梅岭清风》等。